# Cryptopygus mauretanica
Cryptopygus mauretanica är en urinsektsart som beskrevs av Eduard Handschin 1925. Cryptopygus mauretanica ingår i släktet Cryptopygus och familjen Isotomidae. Inga underarter finns listade i Catalogue of Life.